# Антестерии
Антестерии (Ἀνθεστήρια) се счита за един от най-старите от празници, свързани с Дионис в древна Гърция.
Провежда се в края на февруари и началото на март. Свързан е с цъфтежа и пробуждащата се природа. Отбелязва се особено широко в Атина.
Първият ден от празничните дни се нарича Питойгия – „отваряне на бъчвите“ (Πιθοίγια от πίθος – „бъчва, делва“ и οἴγειν „отварям“), и се празнува по домовете. След възлиянията на бог Дионис за първи път се опитва младото есенно вино и се преценяват качествата му.
Вторият ден се нарича Ден на каните и е обществен празник. По време на празника всички пият и се веселят. Основен ритуал през този ден е тържественото шествие, съпровождащо статуята на бога (поставена на лодка с колела) из улиците на града. Когато шествието достига до дома на архонта-василевс, се извършва религиозния обред хиерогамия (свещен брак) - смята се че се извършва сексуален акт между бог Дионис и съпругата на архонта-василевс. Какво е представлявал този ритуал не е известно, тъй като не е публичен. Като символ на изобилието и плодородието на природата и жизнената сила на хората на този ден се провежда голямо състезание по надпиване.
Третият ден е посветен на мъртвите, наричан още Ден на гърнетата и се свързва с бог Хермес - Психопомп, който придружава душите на мъртвите до царството на Хадес. Къщите се залостват, а храмовете се опасват с дебели въжета. Пред вратата на всеки дом се поставя гърне с храна за мъртвите. Хората вярват, че на този ден сенките бродят свободно из града.